# Chelonomorpha
Chelonomorpha é um gênero de traça pertencente à família Arctiidae.